# アンナ・フォン・ヘッセン
アンナ・フォン・ヘッセン（ドイツ語：Anna von Hessen, 1529年10月26日 - 1591年7月10日）は、プファルツ＝ツヴァイブリュッケン公ヴォルフガングの妃。

## 生涯
アンナはヘッセン方伯フィリップ1世と、ザクセン公ゲオルクの娘クリスティーナの娘である。
1544年2月24日にプファルツ＝ツヴァイブリュッケン公ヴォルフガング（1526年 - 1569年）と結婚した。夫の死後、アンナは弟ヴィルヘルム4世とプファルツ選帝侯ルートヴィヒ6世と共同で子供たちの後見人を務めた。ヴィルヘルム4世はヴォルフガングの遺言執行者でもあった。
1590年ごろ、アンナはハイデルベルクに聖アンナ教会墓地を創建した。1596年にアンナを讃える石碑がこの教会の墓地に建てられた。1845年に教会の墓地が閉鎖されたとき、記念碑はベルクフリートホーフの教会墓地に移された。
アンナは1591年に死去し、マイゼンハイム城のルター派教会に埋葬された。

## 子女
夫との間に以下の子女が生まれた。
- クリスティーネ（1546年 - 1619年）
- フィリップ・ルートヴィヒ（1547年 - 1614年） - プファルツ＝ノイブルク公
- ヨハン1世（1550年 - 1604年） - プファルツ＝ツヴァイブリュッケン公
- ドロテア・アグネス（1551年 - 1552年）
- エリーザベト（1553年 - 1554年）
- アンナ（1554年 - 1576年）
- エリーザベト（1555年 - 1625年）
- オットー・ハインリヒ（1556年 - 1604年） - プファルツ＝ズルツバッハ公
- フリードリヒ（1557年 - 1597年） - プファルツ＝ツヴァイブリュッケン＝フォーエンシュトラウス＝パルクシュタイン公
- バルバラ（1559年 - 1618年） - 1591年にエッティンゲン＝エッティンゲン伯ゴットフリートと結婚
- カール1世（1560年 - 1600年） - プファルツ＝ツヴァイブリュッケン＝ビルケンフェルト公。プファルツ＝ビルケンフェルト家の祖。
- マリア・エリーザベト（1561年 - 1629年） - 1585年にライニンゲン＝ダグスブルク＝ハルデンブルク伯エミッヒ12世と結婚
- ズザンナ（1564年 - 1565年）